# Freddy Eastwood
Freddy Eastwood, född 29 oktober 1983 i Epsom, England, är en engelskfödd fotbollsspelare. Han spelar för Southend United. 

## Klubbar

### West Ham United
Freddy började sin karriär i West Hams ungdomsakademi efter att ha tackat nej till Southend där han varit en lovande ungdomsspelare. I West Ham spelade han i samma ungdomslag som Jermain Defoe, Anton Ferdinand och Glen Johnson men betraktades inte som lika bra av tränaren Glenn Roeder och släpptes därför av klubben. Han funderade då på att sluta spela fotboll och arbetade ett kort tag som bilsäljare.

### Grays Athletic
I augusti 2003 skrev Eastwood på för Grays Athletic som då spelade i Conference. I sin första säsong gjorde han 37 mål i liga och cup spel och vann Grays' Golden Boot. Ett flertal professionella klubbar däribland Northampton Town, Swindon Town, Charlton Athletic och Southend United visade sitt intresse för Eastwood.

### Southend United
I oktober 2004 anslöt Eastwood till Southend United spelartrupp, på lån till att börja med. Hans debut för Southend kunde inte ha börjat bättre, efter 7,7 sekunder så gjorde han sitt första mål och det blev ytterligare två innan matchen var slut och man vann matchen mot ligaledaren Swansea City med 4-2. I november 2004 skrev Eastwood på ett treårskontrakt med Southend som gav Grays en icke känd summa pengar. I maj 2005 gjorde han det första målet när Southend vann kvalfinalen i League Two mot Lincoln City med 2-0 på Millennium Stadium i Cardiff. Totalt skulle det bli 24 mål på 42 matcher för honom säsongen 2004-05.
Den 2 januari 2006 gjorde han Southend Uniteds 2000:e ligamål när han gjorde det avgörande målet mot Blackpool. Den 29 april 2006 gjorde han två mål mot Swansea City vilket gjorde att matchen slutade 2-2, resultatet räckte för att Southend skulle avancera upp till the Football League Championship. Den säsongen var han tillsammans med Billy Sharp League Ones skyttekung med 23 gjorda mål.
Den följande säsongen gjorde han sitt 50:e mål för klubben i öppningsmatchen i the Championship mot Stoke City. Det skulle visa sig bli en svår säsong i the Championship och trots att han gjorde 16 mål för klubben åkte man tillbaka ned i League One. 
Säsongens höjdpunkt för laget och Eastwood var matchen mot Manchester United i Football League Cups fjärde omgång, den 7 november 2006. Eastwood gjorde matchens enda mål på en spektakulär frispark från 30 meters. 

### Wolverhampton Wanderers
Eastwood skrev på ett fyraårskontrakt med Wolves i juli 2007, Southend fick £1,5 miljoner för sin anfallsstjärna som kommer att saknas av många Southendfans. Hans start i Wolves kunde inte ha startat bättre med mål i första matchen mot Bradford City i Football League Cup. Han gjorde fyra mål under augusti och utsågs till månadens spelare i Championship. Sedan slutade målen att rulla in och han tillbringade mer och mer tid på avbrytarbänken eller lämnades utanför truppen. När säsongen var slut hade han gjort 3 mål på 31 ligamatcher varav 10 från start. Totalt spelade han i 35 matcher för Wolves och gjorde 4 mål. 

### Coventry City
I juli 2008 köpte Coventry City Eastwood från Wolves för £1,2 miljoner.

### Landslaget
Eftersom hans far är född i Wales kan han spela för Wales. Hans landslagsdebut var mot Bulgarien 22 augusti 2007 då han gjorde matchens enda mål.